# رامجي سينغ
رامجي سينغ (ولد في عام 1927، الهند) هو عضو سابق في البرلمان ونائب رئيس جامعة جاين فيشفا بهاراتي. وهو أحد الغانديين البارزين ومؤلف عدد من الكتب التي تتحدث عن غاندي. كان أيضًا مدير معهد الدراسات الغاندية في فاراناسي في الهند. في يناير 2020، حصل على رابع أعلى جائزة مدنية تكريمية في البلاد: كانت حياته مزيجًا من كونه أكاديميًا غانديًا وأيضًا ناشطًا. أعلن سينغ أن مهاتما غاندي هو بوداسف القرن العشرين.

## التعليم والإنجازات
شملت إنجازاته الأكاديمية حصوله على ثلاث درجات دكتوراه، أولها دكتوراه في الجاينية، إضافة إلى درجتي دكتوراه في الآداب، واحدة في الفكر الهندوسي وأخرى في العلوم السياسية في الغاندية، حصل أيضًا على زمالة فخرية. سينغ كاتب غزير الإنتاج، تشمل إنجازاته تأليف الكتب وتحريرها (نحو 50 كتابًا)، معظمها عن الغاندية والفلسفة والثقافة الهندية باللغتين الإنجليزية والهندية. كان أيضًا نائب رئيس جامعة جاين، وأحد المتحدثين في المؤتمر الفلسفي الدولي (برايتون) وبرلمان أديان العالم في شيكاغو، 1993، وكيب تاون، 2001. كان أمينًا ورئيسًا للجمعية الفلسفية للهند مدة 12 عامًا، ويشغل حاليًا منصب نائب رئيس الرابطة الفلسفية الأفريقية الآسيوية.
شغل منصب أمين ندوة  أخيل بهاراتيا دارشان باريشاد مدة 9 سنوات وكان رئيسًا لها لمدة 6 سنوات، كان أيضًا أمينًا لجمعية الفلسفة الأفريقية الآسيوية (لآسيا) منذ عام 1985. ارتبط سينغ أيضًا بالمعهد الملكي للفلسفة وعلم النفس في سيدني، وغير ذلك. دُعي للتحدث في الجلسة العامة للمؤتمر العالمي للفلسفة في برايتون بالمملكة المتحدة، التي نالت استحسانًا كبيرًا من الصحف البريطانية وبي بي سي. كان مؤسس قسم الفكر الغاندي في جامعة بهاغالبور ورئيسه، حيث شغل منصب رئيسها مدة 10 سنوات. لقد جمع بين الأوساط الأكاديمية والنشاط الاجتماعي.

## حركة الحرية والنشاط الاجتماعي
بصفته ناشطًا اجتماعيًا، شارك سينغ في حركة حرية الهند في عام 1942 تحت قيادة غاندي، سُجن مدة 21 شهرًا عندما قمعت الحكومة الهندية جميع الحقوق المدنية والسياسية وفرضت حالة الطوارئ في 1975-1977. نتيجة لذلك، انتُخِب لعضوية البرلمان الهندي بفارق قدره 186000 صوت ضد منافسه الصعب، الذي كان فيما بعد رئيس حكومة ولاية بهار. رفع سينغ صوته احتجاجًا على التعمية اللاإنسانية للسجناء رهن المحاكمة أمام المحكمة العليا في الهند، ورفع دعوى قضائية بشأن المصلحة العامة في المحكمة العليا من أجل حماية حقوق الأشخاص الذين لا يملكون أراضي. بصفته ناشط سلام غاندي، نظم نحو 70 معسكرًا للسلام للشباب وساعد في إنشاء أقسام للدراسات الغاندية وأبحاث السلام في جميع أنحاء البلاد منذ أن كان رئيسًا للجمعية الهندية للدراسات الغاندية. ما يزال حتى الآن رئيسًا للجمعية الهندية للدراسات الغاندية. درّس الفلسفة والفكر الغاندي مدة 50 عامًا وما يزال زميلًا فخريًا في هيئة المنح الجامعية بالهند.